# ATC code B05
ATC code B05 جایگزین‌های خون و محلول‌های پرفیوژن زیرگروهی درمانی از سیستم طبقه‌بندی شیمیایی درمانی آناتومیک است. این سیستمِ متشکل از کدهای حرفی‌عددی را سازمان جهانی بهداشت برای طبقه‌بندی داروها و سایر تولیدات پزشکی ایجاد کرده است. زیرگروه B05 جزوی از گروه آناتومیک B خون و اُرگان‌های خون‌ساز است.

کدهای مورد استفاده در دامپزشکی (کدهای ATCvet) را می‌توان با گذاشتن حرف Q جلو کدهای انسانی ATC ایجاد کرد: مثلاً QB05. 
ممکن است نسخه‌های ملی از طبقه‌بندی ATC حاوی کدهای اضافه‌ای باشند که در این فهرست (نسخهٔ سازمان جهانی بهداشت) نیامده باشند.

## B05Aخونو محصولات مرتبط

### B05AAجایگزین‌های خونوپروتئین خونfractions
B05AA01 Serum albumin
B05AA02 Other plasma protein fractions
B05AA03 Fluorocarbon blood substitutes
B05AA05 دکستران
B05AA06 Gelatin agents
B05AA07 Hydroxyethylstarch
B05AA08 Hemoglobin crosfumaril
B05AA09 Hemoglobin raffimer
B05AA10 Hemoglobin glutamer (bovine)

### B05AX سایر محصولات خون
B05AX01 گلبول‌های قرمز
B05AX02 Thrombocytes
B05AX03 خوناب
B05AX04 یاخته‌های بنیادی از خون بند ناف

## B05B محلول‌هایI.v.

### B05BA Solutions forروش مصرف داروتغذیه
B05BA01 اسیدهای آمینه
B05BA02 Fat emulsions
B05BA03 کربوهیدرات‌ها
B05BA04 Protein hydrolysates
B05BA10 Combinations

### B05BB Solutions affecting the electrolyte balance
B05BB01 الکترولیت‌ها
B05BB02 Electrolytes with carbohydrates
B05BB03  Trometamol
B05BB04 Electrolytes in combination with other drugs

### B05BC Solutions producing osmoticdiuresis
B05BC01 مانیتول
B05BC02 اوره

## B05C Irrigating solutions

### B05CA Antiinfectives
B05CA01 ستیل پیریدینیوم
B05CA02 کلرهگزیدین
B05CA03 نیتروفورازون
B05CA04 سولفامتیزول
B05CA05 Taurolidine
B05CA06 ماندلیک اسید
B05CA07 نوکسیتیولین
B05CA08 اتاکریدین لاکتات
B05CA09 نئومایسین
B05CA10 Combinations

### B05CB محلول‌های نمک
B05CB01 سدیم کلرید
B05CB02 نمک میوه
B05CB03 منیزیم سیترات
B05CB04 بی‌کربنات سدیم
B05CB10 Combinations

### B05CX Other irrigating solutions
B05CX01 گلوکز
B05CX02 سوربیتول
B05CX03 گلیسین
B05CX04 مانیتول
B05CX10 Combinations

## B05X I.v. solution additives

### B05XA Electrolyte solutions
B05XA01 پتاسیم کلرید
B05XA02 بی‌کربنات سدیم
B05XA03 سدیم کلرید
B05XA04 آمونیوم کلرید
B05XA05 منیزیم سولفات
B05XA06 پتاسیم فسفات, including combinations with other potassium salts
B05XA07 کلرید کلسیم
B05XA08 سدیم استات
B05XA09 Sodium phosphate
B05XA10 Magnesium phosphate
B05XA11 کلرید منیزیم
B05XA12 کلرید روی
B05XA13 هیدروکلریک اسید
B05XA14 سدیم گلیسروفسفات
B05XA15 Potassium lactate
B05XA16 Cardioplegia solutions
B05XA17 پتاسیم استات
B05XA30 Combinations of electrolytes
B05XA31 Electrolytes in combination with other drugs

### B05XB آمینو اسیدها
B05XB01 آرژینین hydrochloride
B05XB02 Alanyl glutamine
B05XB03 لیزین

### B05XX Other i.v. solution additives
B05XX02  Trometamol